# Stanley Ketchel
Stanley Ketchel, de son vrai nom Stanislaus Kiecal, est un boxeur américain d'origine polonaise né le 14 septembre 1886 à Grand Rapids, Michigan, et mort le 15 octobre 1910 à Conway, Missouri.

## Biographie
Surnommé l'assassin du Michigan, il devient champion du monde des poids moyens le 2 septembre 1907 en battant Joe Thomas par KO au 32e round d'un combat prévu en 45 rounds.
Ketchel défend 5 fois sa ceinture avant de perdre contre Billy Papke lors de leur 2e affrontement le 7 septembre 1908. Il reprend néanmoins « son bien » deux mois plus tard (victoire par KO à la 11e reprise le 26 novembre 1908).
Stanley Ketchel abandonne provisoirement sa ceinture après une nouvelle victoire face à Papke. Il affronte et bat en 3 rounds l'ancien champion des mi-lourds Philadelphia Jack O'Brien le 9 juin 1909 dans un combat sans titre en jeu puis défie le champion poids lourds Jack Johnson 16 octobre 1909. Battu par KO au 12e round, il livre quelques combats dans sa catégorie de prédilection avant d’être assassiné le 15 octobre 1910 par Walter Dipley, un fermier du Missouri.
Réputé pour son attitude agressive sur un ring et pour son punch, Ketchel est considéré comme l'un des meilleurs boxeurs poids moyens de l'histoire.
Ernest Hemingway l'utilise comme sujet de conversation dans sa nouvelle La Lumière du monde.

## Distinction
- Stanley Ketchel est membre de l'International Boxing Hall of Fame depuis sa création en 1990.